# Дете на луната
Деца на луната (на английски: Moon Child) е японски филм, създаден през 2003 година от Takahisa Zeze, Takashi Hirano и Gackt

## История
Историята ни отвежда през 2014 година. Япония страда от икономическа криза и хората са принудени да емигрират на континента, в Китай. Три момчета живеят в измисления китайски град Маллепа. Те се казват Sho (Gackt), Shinji (Susumu Terajima) и Toshi (Taro Yamamoto). Изкарват си прехраната с дребни джебчийства. Но след като една кражба се обърква, Sho среща Kei (Hyde). Мъж който изглежда млад, но всъщност се оказва вампир.
След няколко години, Sho е в двайсетте си години и оглавява отбор за обирджийства заедо с Kei и Toshi. По време на един от обирите срещу престъпна група, те срещат момче родом от Тайван което се казва Son (Leehom Wang). Той самият напада бандата, защото нейният лидер е изнасилил сестра му, Yi-Che (Zeny Kwok).
След тази случка групата от приятели преживява много премеждия и трагедии. А историята ни отвежда още няколко години напред, когато Sho е станал по-зрял и вече му се налага сам на се сблъсква с всички премеждия. Действието приключва през 2045 година, а това което оцелява и има най-здрава основа в целия филм е приятелството на Sho и Kei което никога не угасва.